# Pendredův syndrom
Pendredův syndrom je souborem příznaků, z nichž nejvýznamnější je vrozená porucha sluchu a později se rozvíjejí (nejčastěji v pubertě) porucha funkce štítné žlázy a případně struma. Pro Pendredův syndrom jsou typické abnormality vnitřního ucha, které je možné vizualizovat pomocí vyšetření počítačovou tomografií s vysokým rozlišením (HRCT). Těmito typickými anomáliemi je rozšíření kanálku vestibulárního akvaduktu (anglická zkratka EVA - enlarged vestibular aqueduct) a/nebo chybění posledního závitu hlemýždě, tzv. Mondiniho dysplázie. Diagnózu je také možné potvrdit molekulárně-genetickým vyšetřením genu SLC26A4. Produktem exprese tohoto genu je protein pendrin.